# Oscinoides arpidia
Oscinoides arpidia är en tvåvingeart som beskrevs av Malloch 1916. Oscinoides arpidia ingår i släktet Oscinoides och familjen fritflugor. Inga underarter finns listade i Catalogue of Life.